# Umsatzbeteiligung
Umsatzbeteiligung ist
- eine Form der Entlohnung von Mitarbeitern eines Unternehmens,
- eine Fruchtziehung am unternehmerischen Tun (Wertschöpfung und Handel) ohne primäre Abhängigkeit von der Gewinnsituation des Unternehmens.

## Mitarbeiterbeteiligung
Hierbei erhält der Mitarbeiter einen Teil des gesamten oder des von ihm generierten Umsatzes und soll damit motiviert werden, einen Beitrag zum wirtschaftlichen Erfolg des Unternehmens zu leisten. Sinnvoller ist für den Geschäftsherrn aber in vielen Fällen eine Gewinnbeteiligung, damit nicht nur der Absatz der Produkte, sondern die Wirtschaftlichkeit insgesamt Ziel der Anstrengungen des Mitarbeiters wird. Deshalb sind Geschäftsführer von Unternehmen oder Filialleiter eher am Gewinn als am Umsatz beteiligt. Umsatzbeteiligungen sind eher für Verkäufer gedacht, da der Geschäftsherr hier die Gewinnspanne oft fest einkalkuliert hat.
Die Umsatzbeteiligung kann auch umsatzabhängig gestaffelt sein. Beispiel: Bis 250.000 Euro Umsatz erhält der Verkäufer 5 %, bei über 250.000 Euro Umsatz erhält der Verkäufer 8 % vom Umsatz. Am Jahresende werden daher oft besonders gute Preise gemacht, weil die Verkäufer noch eine Umsatzschwelle überschreiten möchten.
Diese Form der Entlohnung – kombiniert mit einem Fixum – findet man in nahezu allen beratungsintensiven Branchen für Verkäufer, vor allem beim Verkauf von Finanzprodukten und hochwertigen Investitionsgütern. Des Weiteren findet die Umsatzbeteiligung auch bei freien Handelsvertretern ihre Anwendung – hier wird allerdings in der Regel kein Fixum gezahlt, sondern eine entsprechend hohe Umsatzbeteiligung.

## Vermieterbeteiligung
Üblich ist eine Umsatzbeteiligung auch bei der Vermietung besonders attraktiver Geschäftshäuser in 1a-Lagen. Beispiel: Mindestmiete für eine McDonald’s-Filiale 12.500 Euro, wenn darüber 20 % vom Umsatz.
Umsatzbeteiligungen sind auch üblich bei Mehrwertdiensten im Telekommunikationsbereich. Zum Beispiel lassen sich Telekommunikationsunternehmen ihre Dienste von Betreibern gebührenpflichtiger Nummern durch eine Beteiligung am Umsatz vergüten.
Eine besondere Form findet sich zum Beispiel in dem direkt absatzfördernden Einsatz von Umsatzbeteiligungen. So wird teilweise die Versendung von SMS-Dialog mit Umsatzbeteiligung unterlegt. Der Handynutzer versendet dabei eine SMS, motiviert von zum Beispiel einem Fernsehsender, der zu einer SMS-Abstimmung, einem Gewinnspiel ermuntert. Der Sender wird dann am SMS-Umsatz beteiligt.

## Steuerliche Behandlung
Beim Arbeitnehmer gehört die Umsatzbeteiligung zu den Einkünften aus nichtselbstständiger Arbeit und unterliegt dem Lohnsteuerabzug. Ist ein Unternehmer am Umsatz eines anderen Unternehmens beteiligt, erhöht die Umsatzbeteiligung die Betriebseinnahmen, ist ggf. umsatzsteuerpflichtig und gehört zu den Einkünften aus Gewerbebetrieb oder den Einkünften aus selbständiger Arbeit.